# Вишнёвка (Амурская область)
Вишнёвка — село в Ивановском районе Амурской области, Россия. Входит в Анновский сельсовет.

## География
Село Вишнёвка стоит вблизи левого берега реки Ивановка (левый приток Зеи).
Село Вишнёвка расположено к востоку от районного центра Ивановского района села Ивановка (на автодороге областного значения Ивановка — Варваровка — Екатеринославка), расстояние (через Большеозёрку) — 17 км.
На восток от села Вишнёвка идёт дорога к селу Анновка.

## Население
| 2002 | 2010 | 2012 | 2013 | 2014 | 2015 | 2016 |
| ---- | ---- | ---- | ---- | ---- | ---- | ---- |
| 6    | →6   | ↘5   | →5   | →5   | →5   | ↗6   |
| 2017 | 2018 |      |      |      |      |      |
| ↗9   | →9   |      |      |      |      |      |

По данным переписи 1926 года по Дальневосточному краю, в населённом пункте числилось 38 хозяйств и 229 жителей (115 мужчин и 114 женщин), из которых преобладающая национальность — украинцы (21 хозяйство).

## Инфраструктура
- Сельскохозяйственные предприятия Ивановского района.